# Brent Muscat
Brent Muscat, all'anagrafe Brent Preston Muscat (Hollywood, 23 aprile 1967), è un chitarrista statunitense.
Ha militato in diverse band. Tra queste, la sua band principale, i Faster Pussycat, poi L.A. Guns, the Liberators, Bubble, Superficial/Sinthetics, Adler's Appetite, Sin City All Stars, e The Underground Rebels. Egli scrisse un'autobiografia.

## Biografia

### Gli inizi
Il più giovane di tre figli, Brent Preston Muscat nacque il 23 aprile 1967 a Hollywood, e crebbe a Monrovia, California. Nutrì subito una forte passione per la musica, fu per questo che iniziò a suonare la chitarra all'età di 13 anni. Influenzato da grandi artisti come David Bowie, Sly And The Family Stone e dal punk rock, Brent cominciò a prendere la strada del rock & roll, e a 16 anni fondò la sua prima band. Egli aveva anche un fratellello, Todd Muscat, che militò in band come Junkyard e Kill for Thrills.

### Faster Pussycat
Nel 1985, egli fondò i Faster Pussycat assieme al cantante Taime Downe, anch'egli di Los Angeles. La scena glam metal stavà notevolmente proliferando nell'area di L.A. già da qualche anno, e la band decise di indirizzarsi su quella strada. Il nome venne ispirato dal film di Russ Meyer "Faster Pussycat Kill! Kill!". La band suonò in molti club di L.A. come il The Whiskey, The Troubadour, Gazzari's, e il Roxy riscuotendo un buon successo.
Firmarono per la Elektra Records nel 1986, e questo fu il primo passo verso il successo. La formazione, all'epoca composta da Taime Downe (voce), Brent (chitarra), Greg Steele (chitarra), Kelly Nickels (ex-L.A. Guns) (basso), e Mark Michaels (batteria). Il loro omonimo album Faster Pussycat uscì nel 1987 con Eric Stacy al basso al posto di Nickels a causa di un incidente in moto.
Taime, assieme al suo amico, e futuro VJ di MTV Headbanger's Ball, Riki Rachtmen, aprì un club sulla Sunset Strip chiamato The Cathouse, che la band utilizzò come sala prove e dove suonavano ogni volta che tornavano dai concerti.
Durante questo periodo la band partecipò al documentario "The Decline Of The Western Civilization Part II, The Metal Years" (1988). Questo documentario descriveva la scena heavy metal della Los Angeles dei tardi anni 80 e non solo, e i Faster Pussycat furono uno dei gruppi intervistati assieme a molti altri come gli Aerosmith i Kiss, Alice Cooper, Megadeth, Lizzy Borden, London, Paul Stanley, Motörhead.
Nel 1989 pubblicano l'album Wake Me When It's Over, che riscosse un buon successo.
Il terzo e ultimo album per la Elektra intitolato Whipped venne pubblicato nel 1992 dopo qualche conflitto interno, e dal 1993 la band partecipò ad un tour con i Kiss, e la band venne inoltre scaricata dall'etichetta. Il gruppo declinò a causa del neonato movimento grunge, che cambiò radicalmente le tendenze musicale dei primi anni 90.

### Altre attività
Una volta sciolta la band, Brent cercò alcuni lavori occasionali per tirare avanti, lavorando in coffee shop o assistente per registrare alcuni videoclip di band come Red Hot Chili Peppers, Aaliyah e l'ex Stray Cats, Brian Setzer. Egli lavorò anche per qualche canale TV. Da sempre appassionato di cultura asiatica, egli cominciò a frequentare dal 1996, una scuola per la lingua giapponese.
Dopo alcuni anni cominciò a dedicarsi nuovamente alla musica partecipando al nuovo progetto di Phil Lewis (ex L.A. Guns), i "The Liberators" nel 1998 e "Bubble" con l'ex bassista delle Vixen Share "Pederson" Ross, fino al 1999. Egli raggiunse anche gli L.A. Guns nel 2000 per un tour estivo con cui registrò anche due tracce live che vennero poi pubblicate nel cover album Rips the Covers Off (2004). Tuttavia egli restò con i Bubble fino al 2001 quando i Faster Pussycat si riunirono. Mantenendo l'attività con il gruppo, egli si dedicò ad alcuni progetti paralleli come i "Sinthetics" nel 2001 e in una band con l'ex batterista dei Guns N'Roses Steven Adler chiamato inizialmente "Suki Jones", progetto poi rinominato come Adler's Appetite. Si sposò nell'aprile 2002.

### Reunion dei Pussycat
Nello stesso 2001 Downe, pubblica a nome dei Faster Pussycat la raccolta "Between the Valley of the Ultra Pussy" con pezzi remixati in stile industrial rock, includendo anche la reinterpretazione dei Kiss "I Was Made For Loving You". Brent Buscat e Greg Steele intrapresero un'azione legale nei confronti di Downe in quanto pubblicò l'album senza consultare gli altri membri. Essi vinsero la causa e vennero invitati e rientrare nella band. La neonata band aprì per i Poison e Cinderella al "Hollyweird World Tour 2002". Nel 2005 Muscat viene colpito da un cancro alla lingua e i Faster Pussycat continuarono il progetto sostituendolo temporaneamente con Eric Griffin dei Murderdolls, partecipando ad alcuni tour negli Stati Uniti. Muscat si lamentò del fatto accusando Downe di aver mentito sulle sue condizioni, e di aver nascosto il vero motivo per cui il chitarrista non avrebbe raggiunto la band, non contattandolo. Questa fu una delle prime liti interne nate tra diversi membri della band. Muscat affermò poi di aver cercato di ricontattare Downe e Steele per ricomporre la band, ma non ricevette mai risposta.
Nel 2006, Taime Downe, con un'altra formazione, o meglio con la formazione dei The Newlydeads pubblicherà dopo 14 anni il quarto album sotto il nome di Faster Pussycat, pur rimanendo l'unico membro originario. L'album, intitolato "The Power and the Glory Hole" presenta un sound più moderno e con influenze elettroniche. Downe venne successivamente accusato dai membri originali della band di aver pubblicato l'album a nome dei Faster Pussycat senza permesso. Sempre secondo i vecchi membri, Downe avrebbe dovuto pubblicare l'album sotto il nome della sua band attuale, i "The Newlydeads", poiché la formazione che registrò l'album era effettivamente la formazione dei The Newlydeads.

### Diverbi e nuova Reunion dei Pussycat
Nel frattempo Muscat ottiene il 100% dei diritti per il nome del gruppo, e riforma i Faster Pussycat senza Taime Downe. Muscat assieme agli altri due membri originali Eric Stacy (basso) e Brett Bradshaw (batteria), venne affiancato dal nuovo singer Kurt Frohlich e dal nuovo chitarrista Todd Kerns. La band partecipa a tour negli Stati Uniti e in Europa. Taime Downe di risposta alla riunione senza la sua presenza, accusa i vecchi membri di non averlo chiamato per la riunione, e afferma che realmente questa nuova formazione è solo una band "tributo" ai Faster Pussycat. Muscat e compagni affermano il contrario. Per ulteriori dettagli è possibile consultare il sito con la discussione tra Brent Muscat e Taime Downe: roxxzone.com.
Attualmente egli risiede a Las Vegas con la moglie, e porta avanti il progetto Faster Pussycat.

## Discografia

### Con i Faster Pussycat

#### Album
- Faster Pussycat (1987)
- Wake Me When It's Over (1989)
- Whipped! (1992)

#### EP
- Live and Rare (1990)
- Belted, Buckled and Booted (1992)

#### Raccolte
- The Best of Faster Pussycat (1994)
- Greatest Hits (2000)
- Between the Valley of the Ultra Pussy (2001)

### Altri album
- Phil Lewis - More Purple than Black (1998)
- Phil Lewis - Access Denied (2001)
- L.A. Guns - Rips the Covers Off (2004)